# Capsula di Tenone

Diagramma schematico dell'occhio. Col numero 28 è indicata la fascia bulbare o capsula di Tenone.

La fascia bulbare o capsula di Tenone è una struttura fibrosa di contenzione del bulbo oculare, che consente il suo mantenimento all'interno dell'orbita oculare. Costituita da tessuto connettivo, si applica alla superficie esterna del bulbo oculare, rispettandone la forma. In prossimità del contorno dell'orbita, essa si stacca dalla superficie ossea per dirigersi verso la giunzione sclerocorneale, e cioè il punto di inserzione dei muscoli estrinseci dell'occhio, formando una struttura denominata tendine di arresto. La capsula di Tenone, inoltre, riveste i muscoli retti dell'occhio (retto superiore, retto inferiore, retto mediale, retto laterale). Tale struttura, oltre a mantenere in sede il bulbo oculare, conferisce dunque fissità ai muscoli estrinseci dell'occhio.